# Niagara, Närke
Niagara är en sjö i Hallsbergs kommun i Närke och ingår i Nyköpingsåns huvudavrinningsområde.